# Atalanta de Beòcia
Atalanta (en grec antic Ἀταλάντη 'Atalantē') va ser un personatge de Beòcia que segons alguns autors, com per exemple Hesíode, era diferent de l'Atalanta filla de Iasos.
Sobre ella s'expliquen les mateixes històries que sobre l'Atalanta d'Arcàdia, però se la fa nascuda a Beòcia, i filla d'Esqueneu. Es diu també que estava casada amb Hipòmenes. La cursa a peu amb la que desafiava als seus pretendents se celebrava a Onquestos, ciutat de Beòcia. Atalanta vencia sempre, fins que Hipòmenes, fill de Megareu, va demanar ajuda a Afrodita. La deessa li va donar tres pomes d'or procedents del Jardí de les Hespèrides, i així quan la noia se li avançava, només n'havia de llançar una fora de pista i, mentre ella s'entretenia a collir-la, ell podia agafar avantatge. Ho va fer tres vegades, i així va arribar el primer a la meta. Però Hipòmenes s'havia oblidat de fer el sacrifici a Afrodita en agraïment a l'ajuda rebuda, i la deessa els va provocar una passió irresistible quan eren al santuari de Cíbele, i la deessa, per castigar aquella profanació, els va transformar en lleons i els va unir al seu carro, segons diu Ovidi.